# Frank Gore
Franklin "Frank" Gore (14 de maio de 1983) é um ex-jogador de futebol americano que jogava como running back na National Football League (NFL).
Ele jogou futebol americano universitário na Universidade de Miami e foi selecionado pelo San Francisco 49ers na terceira rodada do Draft da NFL de 2005. Ele também passou três temporadas no Indianapolis Colts e um ano na equipe de sua cidade natal, Miami Dolphins. Depois assinou, novamente por um ano, com o Buffalo Bills.
Ele é o líder de todos os tempos dos 49ers em jardas e touchdowns terrestres.
Em sua carreira na NFL, Gore teve nove temporadas de 1.000 jardas e cinco seleções para o Pro Bowl. Atualmente, ele é o mais antigo running back ativo da liga. Em 2019, ele se tornou o quarto jogador a ter corrido para mais de 15.000 jardas. Em 24 de novembro de 2019, ele ultrapassou Barry Sanders como o 3º jogador com mais jardas em todos os tempos com 15.289 jardas.

## Primeiros anos
Gore nasceu em Miami e cresceu em Coconut Grove, Flórida. Ele frequentou a Coral Gables High School, onde se destacou como running back.
Ele teve dois jogos de recordes notáveis: contra a Miami Northwestern High School, ele teve 293 jardas e dois touchdowns em 10 corridas e no jogo seguinte, ele quebrou o recorde com 319 jardas e seis touchdowns em 13 corridas.
Durante seu último ano em 2000, Gore quebrou vários recordes em uma temporada no condado de Dade, incluindo jardas terrestres (2.997) e touchdowns (39).
Fortemente recrutado, ele foi nomeado o principal jogador em Dade County pelo The Miami Herald, quarto melhor jogador no estado da Flórida e quinto melhor jogador nacionalmente.
Enquanto emergia como um talentoso candidato ao futebol americano, Gore também concentrou sua atenção nos estudos e ajudar sua mãe, que estava lutando contra uma doença renal e havia iniciado tratamentos de diálise. Para permanecer perto de casa, Gore acabou optando pela Universidade de Miami.

## Carreira na faculdade
Gore tinha uma bolsa de estudos para estudar na Universidade de Miami sob o novo treinador Larry Coker.

### Primeiro ano
Gore fez sua estréia universitária contra Penn State em 1º de setembro. Ele teve seis corridas para 15 jardas na vitória de 33–7. No jogo seguinte contra Rutgers, ele teve seis corridas para 78 jardas e seu primeiro touchdown universitário na vitória por 61-0.
Em sua primeira temporada, Gore totalizou 562 jardas com cinco touchdowns em 62 corridas, uma média de 9,1 jardas, como reserva de Clinton Portis na equipe campeã nacional. Ele foi nomeado Calouro do Ano da Big East pela Sporting News.

### Segundo ano
Gore sofreu um lesão no ligamento cruzado anterior do joelho esquerdo (LCA) antes do treino da primavera em 2002 e passou a temporada se recuperando dessa cirurgia.
Antes de sua lesão, Gore havia derrotado Willis McGahee na disputado pela titularidade.

### Terceiro ano
Gore voltou de sua lesão na temporada de 2003. Ele compartilhou a titularidade com Jarrett Payton e Tyrone Moss.
Em 28 de agosto, ele começou a temporada forte contra Louisiana Tech, com 21 corridas para 118 jardas e duas recepções para 33 jardas na vitória por 48-9. No jogo seguinte contra o rival estadual, a Universidade da Flórida, ele teve um excelente desempenho com 24 corridas para 127 jardas e dois touchdowns, além de sete recepções para 54 jardas na vitória de 38–33. A série de bons jogos de Gore continuou no jogo seguinte contra East Carolina, onde ele tinha 24 corridas para 134 jardas e um touchdown na vitória por 38–3.
Em 2 de outubro, Gore jogou em seu último jogo da temporada contra West Virginia e teve quatro corridas para 15 jardas antes de ter outra lesão no joelho e ter sua temporada terminada.
Gore terminou a temporada de 2003 com 89 corridas para 468 jardas e quatro touchdowns, além de 12 recepções para 105 jardas.

### Último ano
Gore retornou de sua lesão para liderar Miami em corridas, jardas e touchdowns terrestres. Em 10 de setembro, contra seus rivais, Florida State, ele teve 18 corridas para  89 jardas e um touchdown em uma vitória de 16-10 para iniciar a temporada. No jogo final de sua carreira universitária, ele teve 25 corridas para 80 jardas contra Florida em uma vitória de 27-10 no Peach Bowl.
Em 28 jogos nesse ano, Gore correu 380 vezes para 1.975 jardas (uma média de 5,7 jardas) e dezessete touchdowns. Suas 1.975 jardas estão em sétimo lugar na lista de todos os tempos e suas dezessete pontuações estão empatadas em décimo. Ele também recebeu 25 passes para 985 jardas, retornou dois kickoffs para 48 jardas e registrou cinco tackles nas equipes especiais.

### Estatísticas universitárias
| Frank Gore | Frank Gore   | Frank Gore | Correndo | Correndo | Correndo | Correndo | Recebendo | Recebendo | Recebendo | Recebendo |
| ---------- | ------------ | ---------- | -------- | -------- | -------- | -------- | --------- | --------- | --------- | --------- |
| Ano        | Universidade | Jogos      | Ten      | Jardas   | Média    | TD       | Rec       | Jds       | Média     | TD        |
| 2001       | Miami        | 11         | 62       | 562      | 9m1      | 5        | 1         | 14        | 14,0      | 0,0       |
| 2003       | Miami        | 5          | 89       | 468      | 5m3      | 4        | 12        | 105       | 8,8       | 0,0       |
| 2004       | Miami        | 12         | 197      | 945      | 4m8      | 8        | 10        | 106       | 10,6      | 0,0       |
| Carreira   | Miami        | 28         | 348      | 1 975    | 5,7      | 17       | 23        | 225       | 9,8       | 0,0       |

## Carreira profissional
| 5 ft 9 3⁄8 in (1.76 m)      | 210 lb (95 kg) | 4.58 s |  |  | 4.11 s | 6.91 s | 34 in (0.86 m) | 9 ft 1 in (2.77 m) | 17 reps | 6 |
| All values from NFL Combine |                |        |  |  |        |        |                |                    |         |   |

### San Francisco 49ers

#### Temporada de 2005
Gore foi selecionado pelo San Francisco 49ers com a 65ª escolha geral do Draft da NFL de 2005. Ele foi o sexto running back a ser selecionado no Draft. Ele assinou um contrato de três anos com a equipe em 28 de julho de 2005.
Gore jogou em 14 jogos, sendo titular em um, na temporada. Ele esteve inativo por dois jogos com uma lesão na virilha. Ele terminou a temporada em sétimo entre todos os running backs novatos da NFL em média, com 4,8 por corrida. Ele liderou a equipe em corrida com 608 jardas em 127 corridas e três touchdowns terrestres. Gore também recebeu 15 passes para 131 jardas. A temporada de Gore foi a primeira vez que um novato liderou so 49ers em corrida desde 1990, quando Dexter Carter teve 460 jardas. Suas 608 jardas foram as mais altas para um novato nos 49ers desde que Roger Craig fez 725 jardas em 1983.
Em uma vitória da semana 17 por 20-17 sobre o Houston Texans, ele registrou seu primeiro jogo de 100 jardas com 108 jardas em 25 corridas. Após a temporada, ele passou por uma cirurgia nos dois ombros.

#### Temporada de 2006
Gore foi elevado ao posto de titular do San Francisco 49ers após a troca que levou o titular Kevan Barlow para o New York Jets.
Ele emergiu como um dos principais running backs da NFL em sua primeira temporada completa como titular. Gore carregou a bola 312 vezes para um recorde de franquia de 1.695 jardas, superando o recorde de 1.570 jardas de Garrison Hearst em 1998. Ele se tornou o primeiro jogador na história da franquia a liderar a NFC em jardas terrestres. Ele estabeleceu um recorde da franquia com 2.180 jardas combinadas (1.695 jardas terrestres e 485 recebidas) e quebrou o recorde de uma temporada com 2.105 jardas (1.570 terrestres e 535 recebidas) de Hearst, estabelecidas em 1998.
No primeiro encontro dos 49ers contra o Seattle Seahawks, Gore estabeleceu o recorde de um único jogo dos 49ers, totalizando 212 jardas em 24 corridas, superando as 201 jardas de Charlie Garner em 24 de setembro de 2000. Seus nove jogos de 100 jardas em 2006 quebraram o recorde da franquia de mais jogos de 100 jardas em uma temporada.
Nessas três semanas, Gore estabeleceu o recorde da franquia de mais jardas terrestres em um período de três jogos.
Gore ganhou o prêmio de Jogador Ofensivo da Semana da NFC por duas vezes durante a temporada de 2006.
Após essa tremenda temporada, ele foi nomeado pela primeira vez para o Pro Bowl.
Em algum momento durante essa temporada, Gore recebeu o apelido de "A Verdade Inconveniente", que ficou com ele pelo resto de sua carreira. O apelido foi inspirado no filme An Inconvenient Truth, escrito pelo ex-vice-presidente dos Estados Unidos, Al Gore, lançado em maio do mesmo ano.

#### Temporada de 2007

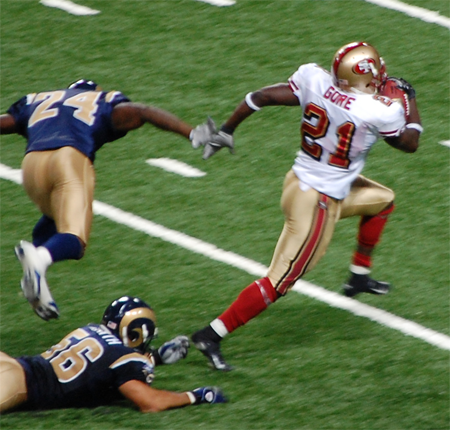
Gore em ação contra o St. Louis Rams em 2007.

Gore assinou uma extensão de contrato de 28 milhões em quatro anos em 28 de março de 2007. Ele também afirmou que seu objetivo era superar o recorde de Eric Dickerson e conseguir 2.200 jardas.
Gore quebrou um osso na mão em 30 de julho e perdeu toda a pré-temporada. Ele conseguiu voltar a tempo para o jogo de abertura da temporada regular contra o Arizona Cardinals em 10 de setembro.
Em 13 de setembro, a mãe de Gore morreu, devido a uma doença renal. Ele perdeu um treino, mas voltou para a equipe e marcou dois touchdowns no domingo seguinte em uma vitória por 17-16 sobre o St. Louis Rams.
O melhor jogo de Gore foi contra o Arizona Cardinals na Semana 12, onde ele anotou 116 jardas terrestres e teve 11 recepções para 98 jardas e dois touchdowns. Por seus esforços, ele ganhou o prêmio de Jogador Ofensivo da Semana da NFC.
Ele terminou a temporada com 1.102 jardas terrestres e 436 jardas recebidas, enquanto os 49ers terminava com um recorde de 5-11.

#### Temporada de 2008
Gore começou a temporada de 2008 tendo 96 jardas em apenas 14 corridas contra o Arizona Cardinals. Apesar de seu desempenho impressionante, que também incluiu um touchdown de 41 jardas, os 49ers perdeu por 23–13.
Na Semana 3, ele dominou o Detroit Lions, correndo por mais de 120 jardas com um touchdown em uma vitória por 31–13.. Na Semana 6, Gore teve seu segundo jogo de 100 jardas da temporada, enquanto corria por 101 jardas em 19 corridas, numa derrota de 40-26 contra o Philadelphia Eagles.
Em uma vitória da Semana 17 contra o Washington Redskins, Gore se tornou o primeiro running back da história dos 49ers a correr para 1.000 jardas ou mais em três temporadas seguidas.
Na temporada de 2008, ele terminou com 1.036 jardas e seis touchdowns terrestres, além de 43 recepções para 373 jardas e dois touchdowns.

#### Temporada de 2009

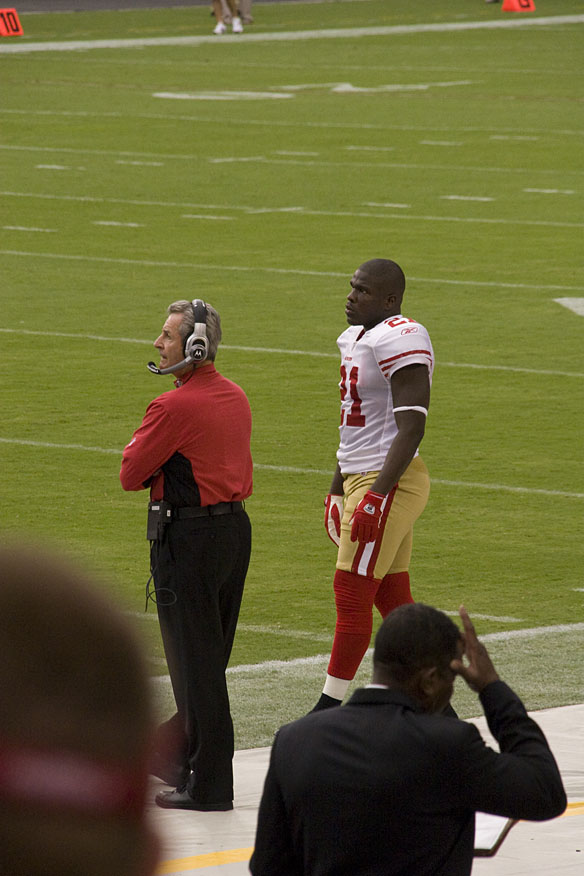
Gore esperando o início do jogo de abertura da temporada de 2009 contra o Arizona Cardinals

Gore entrou na temporada de 2009 sob a orientação do novo técnico de running back, Tom Rathman. Ele também ganhou um novo reserva: Glen Coffee .
Gore teve o melhor jogo de sua carreira na Semana 2 contra o Seattle Seahawks. Gore correu para 206 jardas, uma média de 12,8 jardas por corrida, incluindo touchdowns de 79 jardas e 80 jardas, tornando-se o segundo jogador na história da NFL a ter dois touchdowns terrestre de 75 jardas ou mais em um único jogo, com o outro sendo Barry Sanders. Ele ganhou o prêmio de Jogador Ofensivo da Semana pela NFC pela quarta vez em sua carreira.

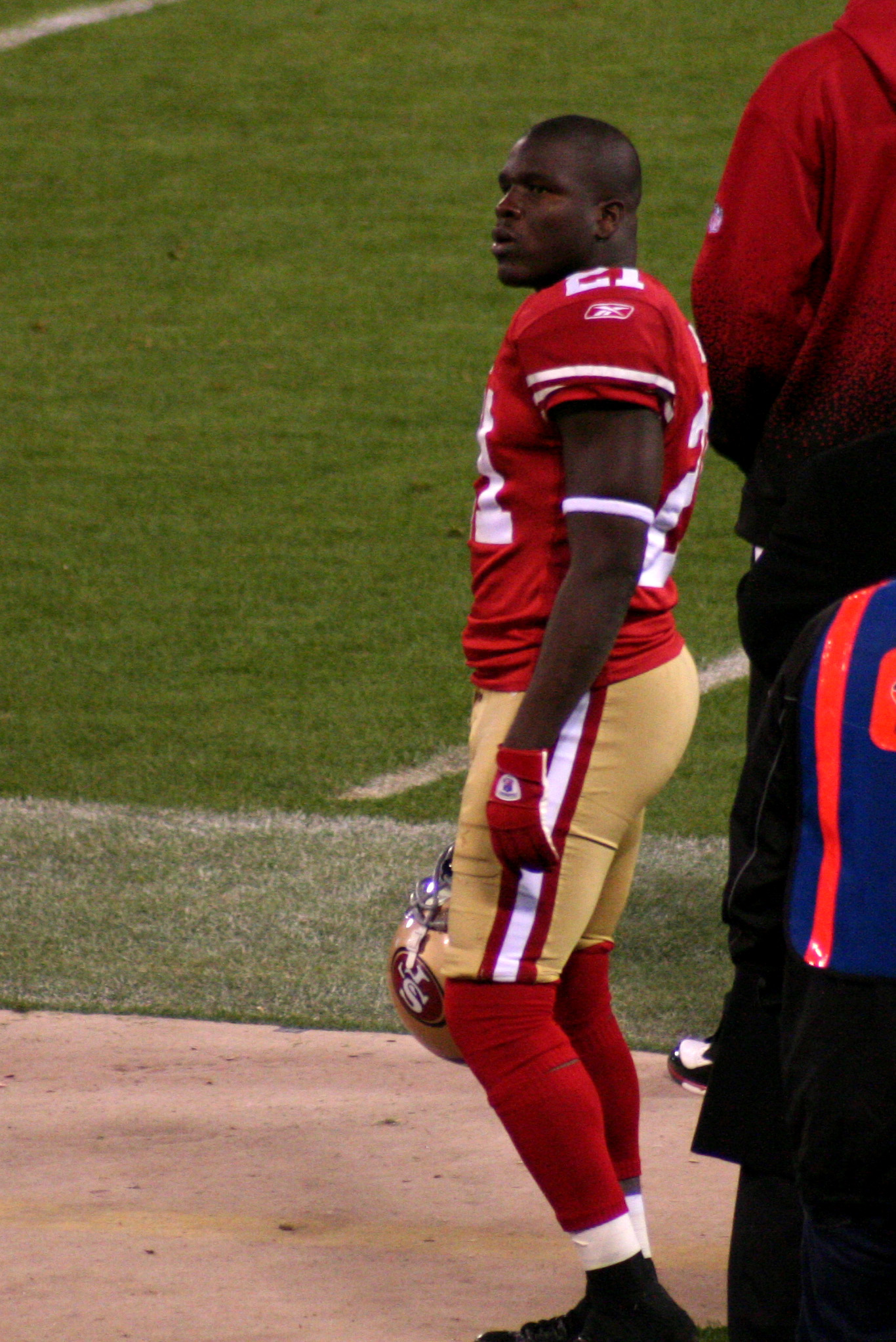
Gore em 2009

Depois de perder seus próximos dois jogos devido a uma lesão no tornozelo, Gore retornou na Semana 7 contra o Houston Texans. Enquanto ele teve um jogo bem-sucedido contra o Chicago Bears na Semana 10, tendo 104 jardas e um touchdown, ele foi menos utilizado no plano de jogo ofensivo dos 49ers nas três semanas seguintes.
Na Semana 14 contra o Arizona Cardinals, Gore teve um de seus jogos mais bem-sucedidos da temporada, tendo 25 corridas para 167 jardas e um touchdown. Ele ganhou seu segundo prêmio de Jogador Ofensivo da Semana da NFC.
Gore foi nomeado como reserva do Pro Bowl de 2009. Em 20 de janeiro de 2010, Steven Jackson anunciou que não iria jogar no Pro Bowl por causa de uma lesão e Gore foi nomeado para o Pro Bowl em seu lugar, o segundo de sua carreira.

#### Temporada de 2010
Após um início ruim de temporada, com 17 corridas para 38 jardas contra o Seattle Seahawks, Gore teve 168 jardas de scrimmage (112 terrestre e 56 recebidas) contra o New Orleans Saints na Semana 2.
Na Semana 3, contra o Kansas City Chiefs, ele teve nove recepções para 102 jardas, seu único jogo da carreira com mais de 100 jardas recebidas. Ele correu para quatro jogos de 100 jardas antes de fraturar o quadril direito em uma vitória na Semana 12 sobre o Arizona Cardinals, terminando sua temporada.
Ele terminou com 853 jardas e três touchdowns terrestres, além de 46 recepções para 452 jardas e dois touchdowns. Ele foi classificado em 94º por seus colegas jogadores na lista de 100 Melhores Jogadores da NFL de 2011 .

#### Temporada de 2011
Gore concordou com uma extensão de três anos de 25,9 milhões em 30 de agosto de 2011.
Durante a entressafra, os 49ers contrataram Jim Harbaugh para ser seu novo técnico e se basearam em uma combinação de um ótimo jogo de corrida, um jogo suplementar de passe e uma defesa forte. Essa combinação provou ser eficaz para Gore e os 49ers, levando-os a um recorde de 13-3 na temporada regular e a uma vaga nos playoffs, sua primeira aparição desde 2002.
Nos três primeiros jogos da temporada, Gore não teve um bom desempenho, correndo para 148 jardas em 59 corridas com apenas um touchdown. No entanto, após a Semana 3, isso mudou. Na Semana 4, os 49ers venceram por 24-23 e Gore correu para 127 jardas em 15 corrida e fez o touchdown que venceu o jogo. Contra o Tampa Bay Buccaneers, ele correu para 125 jardas e um touchdown na vitória por 48-3 . No entanto, seu desempenho naquele jogo foi ofuscado por seu desempenho contra o Detroit Lions, onde ele correu para 141 jardas e um touchdown em uma vitória de 25-19.
Os próximos jogos foram muito bons para Gore, tendo 134 jardas e um touchdown contra o Cleveland Browns e 107 jardas contra o Washington Redskins, tornando-se o recordista dos 49ers em mais jogos consecutivos com 100 jardas (5). No entanto, contra os Giants, Gore teve uma performance para esquecer, tendo 0 jardas e saindo do jogo uma lesão no joelho. Este foi o primeiro jogo de Gore com 0 jardas terrestres. Ele voltou no jogo seguinte, onde se redimiu contra o Arizona Cardinals, correndo para 88 jardas e um touchdown. Na semana seguinte, no entanto, ele correu para apenas 39 jardas contra a poderosa defesa do Baltimore Ravens em uma derrota por 6-16.
No jogo seguinte, uma vitória contra o St. Louis Rams, Gore se tornou o jogador com mais jardas terrestre da história da franquia, superando Joe Perry.
Ele terminou a temporada com 1.211 jardas, completando  cinco temporadas com pelo menos 1.000 jardas terrestres.
Durante os playoffs, Gore teve um desempenho extremamente bom, marcando um touchdown ao correr 42 jardas no Divisional Round em uma vitória por 36–32 sobre o New Orleans Saints. Durante o NFC Championship Game, Gore correu para 74 jardas em uma derrota por 20- 17 para o New York Giants. Ele foi classificado em 28º lugar por seus colegas jogadores na lista de 100 Melhores Jogadores da NFL de 2012.

#### Temporada de 2012

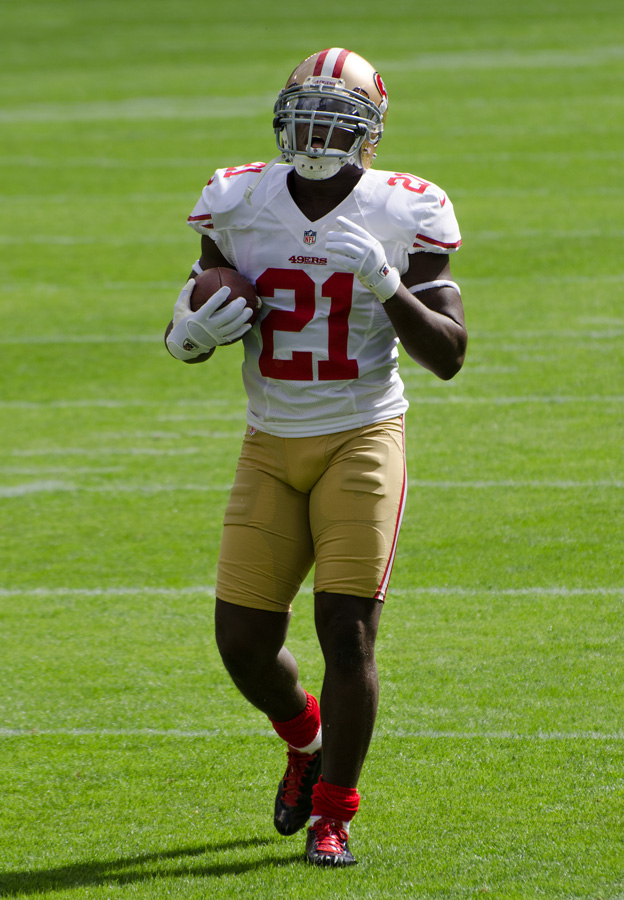
Gore em 2012

Gore começou a temporada de 2012 contra o Green Bay Packers, em Lambeau Field, correndo 112 jardas em uma vitória por 30-22. Na Semana 4, contra o New York Jets, Gore teve 64 jardas, juntamente com um touchdown em uma vitória de 34-0. Na semana seguinte, ele teve 106 jardas e um touchdown na vitória por 45–3 contra o Buffalo Bills. Na Semana 7, ele foi crucial na vitória por 13-6 sobre o Seattle Seahawks, correndo 131 jardas e tendo 51 jardas em cinco recepções.
Ele teve uma sequência de sete jogos com 50 jardas ou mais, até que foi batido contra o Seattle Seahawks em uma derrota de 42-13 em Seattle. No último jogo da temporada regular, contra o Arizona Cardinals no Candlestick Park, Gore se tornou o líder de todos os tempos em touchdowns (51) da franquia, quando os 49ers venceu a NFC West. Ele terminou a temporada com 1.214 jardas em 258 corridas e oito touchdowns. Ele foi selecionado para jogar no Pro Bowl, sua quarta aparição.
Nos playoffs, os 49ers enfrentou o Green Bay Packers mais uma vez, desta vez na Divisional Round. Gore teve 119 jardas e uma pontuação. Na rodada seguinte, eles visitaram o Georgia Dome para jogar contra o Atlanta Falcons no NFC Championship Game. O jogo terminou com o San Francisco 49ers vencendo por 28-24, com Gore tendo 90 jardas e dois touchdowns, permitindo que o 49ers fosse para o Super Bowl XLVII, sua primeira aparição no Super Bowl desde 1994.
No Super Bowl, Gore teve 19 corridas para 110 jardas e um touchdown, mas os 49ers perderam por 34–31 para o Baltimore Ravens.
Ele foi classificado em 32º por seus colegas jogadores na lista de 100 Melhores Jogadores da NFL de 2013.

#### Temporada de 2013

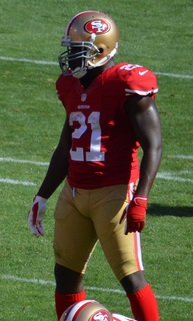
Gore em 2013

Gore entrou na temporada com muitas perguntas sobre a sua idade pois havia completado 30 anos. Ele respondeu tendo uma ótima temporada jogando nos 16 jogos da temporada regular. A temporada de Gore começou lentamente, com ele tendo apenas 60 jardas nas duas primeiras semanas da temporada contra o Green Bay Packers e o Seattle Seahawks. Uma derrota na Semana 3 para o Indianapolis Colts, na qual ele tinha 82 jardas em apenas 11 corridas, questionou a mídia por que o time não estava mais correndo com a bola.
Na Semana 4, Gore teve um grande jogo correndo para 153 jardas e um touchdown em 20 corridas. Gore e o jogo corrido levaram os 49ers a cinco vitórias consecutivas.
Nessa temporada, ele teve três jogos de 100 jardas e terminou com 1.128 jardas e nove touchdowns em 279 carregamentos.

Gore em 2013

Na vitória de 13-20 no Wild Card sobre o Green Bay Packers, ele correu para 66 jardas e um touchdown. Na vitória no Divisional Round por 23-10 sobre o Carolina Panthers, ele teve 84 jardas em 17 corridas. Na derrota na NFC Championship Game por 23-17 para o Seattle Seahawks, ele teve 14 jardas em 11 corridas, além de uma recepção de 17 jardas.
Ele foi classificado em 46º lugar por seus colegas jogadores na lista dos 100 Melhores Jogadores da NFL de 2014.

#### Temporada de 2014
Gore se tornou o 29º jogador a alcançar a marca de 10.000 jardas quando conseguiu 66 jardas.
Os 49ers lutaram durante toda a temporada para encontrar uma identidade e começaram a usar mais o jogo corrido  depois de serem eliminados da disputa para os playoffs.
Ele correu para 158 jardas e um touchdown quando eles perderam na prorrogação para o San Diego Chargers na Semana 16 por 35-38. Em seu jogo final com os 49ers, ele correu para 144 jardas em 25 corridas em uma vitória por 20-17 sobre o Arizona Cardinals.
Gore terminou a temporada com 255 corridas para 1.106 jardas e quatro touchdowns, e se tornou o 20º jogador na história da NFL a correr para 11.000 jardas.

### Indianapolis Colts

#### Temporada de 2015
Em 10 de março de 2015, Gore assinou um contrato de três anos e US $ 12 milhões com o Indianapolis Colts . Seu contrato inclui US $ 8,5 milhões em garantias. Antes de assinar com os Colts, foi amplamente divulgado que Gore havia concordado em um acordo com o Philadelphia Eagles em 9 de março para substituir LeSean McCoy. No entanto, no dia seguinte, várias fontes afirmaram que Gore teve dúvidas sobre seu acordo e, em vez disso, assinou com Indianápolis.
Gore teve uma temporada respeitável, mas 2015 marcou a primeira temporada em que jogou em todos os 16 jogos e não alcançou a marca de 1.000 jardas. Gore terminou em nono na liga em jardas terrestre com 967 e teve seis touchdowns, além de adicionar 267 jardas recebidas e um touchdown.
Nessa temporada, ele subiu mais cinco lugares e foi para a 15º posição na lista de mais jardas terrestres na história e também passou Steven Jackson no início de outubro para se tornar o líder ativo da NFL em jardas terrestres.

#### Temporada de 2016

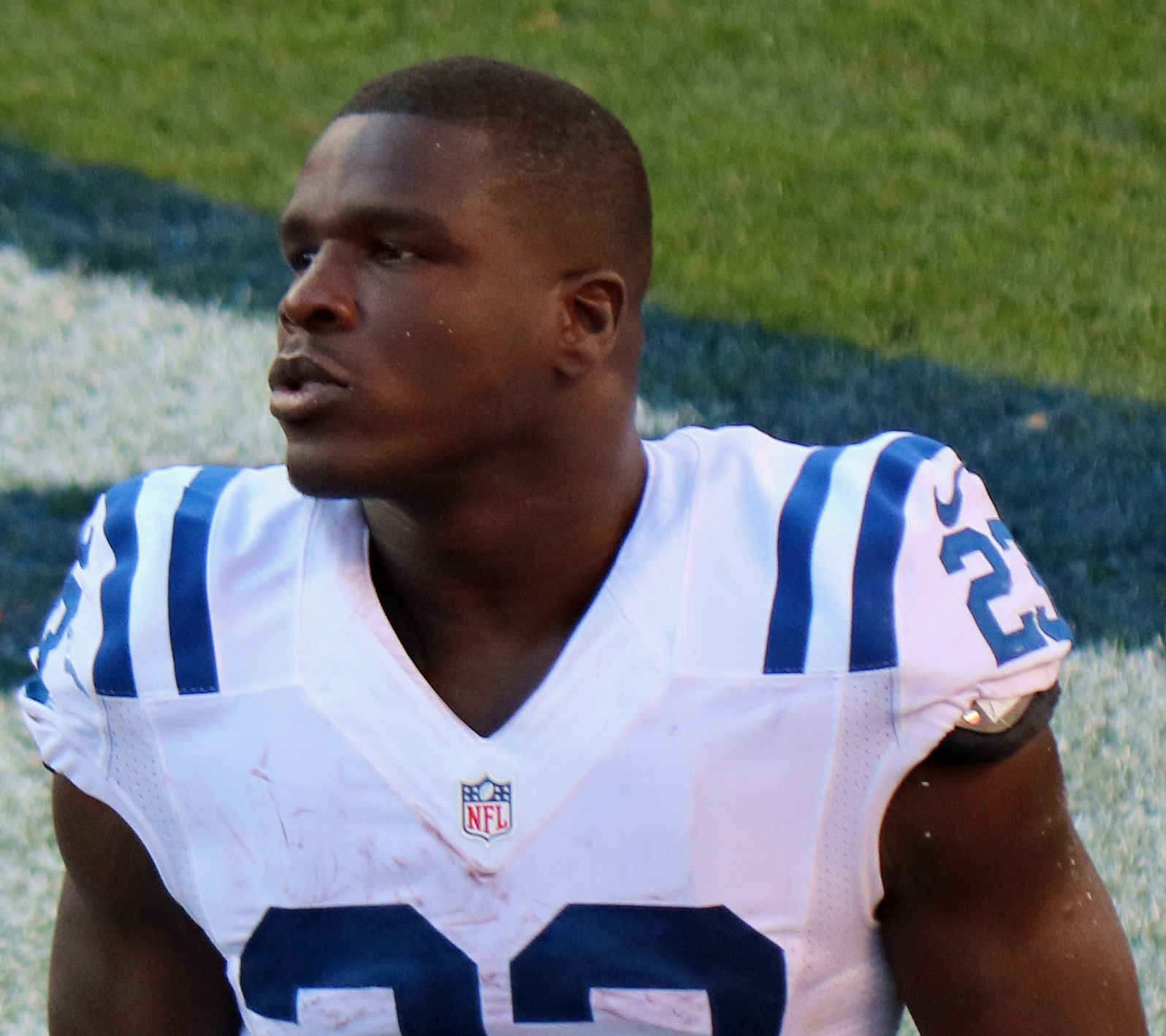
Gore em 2016

Em 9 de outubro, Gore superou Jim Brown em mais jardas terrestres na carreira. Gore levou esse ímpeto para a Semana 6 contra o Houston Texans, correndo por 106 jardas em 22 corridas para se tornar o primeiro corredor de 100 jardas dos Colts em 55 jogos. Após a derrota, Gore expressou sua frustração com a equipe, dizendo: "Eu não vim aqui por isso, vim aqui para entrar nos playoffs".
Na semana 8, Gore empatou com Terrell Owens, Marvin Harrison, Tim Brown, Cris Carter, Jerry Rice e Don Hutson por mais temporadas consecutivas (11) com pelo menos cinco touchdowns.
Gore terminou a temporada com 1.025 jardas e oito touchdowns. Esta foi a nona vez em sua carreira que Gore terminou a temporada com 1.000 jardas terrestres. Ele se juntou a Emmitt Smith (11), Curtis Martin (10), Walter Payton (10) e Barry Sanders (10) como os únicos jogadores na história da NFL a terem 1.000 jardas terrestres em pelo menos nove temporadas diferentes.
Ele subiu mais sete lugares para o oitavo lugar na lista de mais jardas terrestres na história da NFL.

#### Temporada de 2017
Na offseason de 2017, Gore treinou para a temporada em sua cidade natal, Miami, treinando com os mais jovens atletas da liga.
No jogo de abertura da temporada, a lesão no ombro de Andrew Luck o impediu de jogar, então o ataque foi mal contra o Los Angeles Rams com Gore tendo 10 corridas apressadas por 42 jardas. Na Semana 2, em uma derrota de 16-13 para o Arizona Cardinals, Gore correu para 46 jardas e seu primeiro touchdown na temporada, levando-o para o top 25 de todos os tempos em touchdowns. Isso foi seguido por 57 jardas e um touchdown em uma vitória da Semana 3 sobre o Cleveland Browns. Depois, ele teve quatro jogos consecutivos sem touchdowns.
Ele teve 62 jardas e um touchdown em uma derrota na Semana 12 para o Tennessee Titans e 61 jardas na Semana 13 para ultrapassar Jerome Bettis e LaDanian Tomlinson e subir para o quinto lugar na lista de mais jardas terrestres em todos os tempos.
Gore terminou a temporada com 961 jardas, elevando o total de sua carreira para 14.026. Ele se tornou o quinto jogador na história da NFL a acumular 14.000 jardas em sua carreira, juntando-se a Emmitt Smith, Walter Payton, Barry Sanders e Curtis Martin.
Em 1 de março de 2018, os Colts anunciaram que não assinariam novamente com Gore, permitindo que ele se tornasse um agente livre no início da temporada seguinte.

### Miami Dolphins
Em 22 de Março de 2018, Gore assinou um contrato de um ano com o Miami Dolphins.
Gore compartilhou a posição com Kenyan Drake e o novato Kalen Ballage. Com sua corrida de cinco jardas no terceiro quarto da vitória sobre o New York Jets na Semana 2, Gore passou por Curtis Martin pelo quarto maior número de jardas terrestres de todos os tempos com 14.103.
No geral, Gore terminou a temporada com 722 jardas terrestres em 156 corridas. Essa temporada foi a sua primeira vez sem touchdown terrestre.

### Buffalo Bills
Em 13 de março de 2019, Gore assinou um contrato de um ano e US $ 2 milhões com o Buffalo Bills.
Depois de correr 20 jardas em doze corridas contra o New York Jets na Semana 1, Gore teve 19 corridas para 68 jardas e seu primeiro touchdown terrestre desde a Semana 12 de 2017 na vitória sobre o New York Giants na Semana 2.
Durante a semana 4, contra o New England Patriots, Gore se tornou o quarto jogador na história da NFL a correr 15.000 jardas e também se tornou o segundo jogador mais antigo da história da NFL com um jogo de mais de 100 jardas, 61 dias mais novo que MacArthur Lane, em 1978.
Durante o jogo da Semana 12 contra o Denver Broncos, Gore ultrapassou as 15.269 jardas de Barry Sanders e se tornou o terceiro jogador com mais jardas em todos os tempos. Esta foi a 15ª temporada de Gore com mais de 500 jardas correndo, um recorde da NFL.

### New York Jets
Em 6 de maio de 2020, Gore assinou um contrato de um ano com o New York Jets.
Na semana 11, numa derrota fora de casa por 34 a 28 contra o Los Angeles Chargers, Gore correu para 61 jardas e seu primeiro touchdown na temporada. Na semana 15, Gore estabeleceu o recorde da NFL de mais partidas disputadas como running back, passando Lorenzo Neal. Em 30 de dezembro de 2020, ele foi colocado na reserva de machucados (a injured reserve), efetivamente encerrando seu ano. Gore terminou a temporada como o melhor corredor dos Jets, com 653 jardas e dois touchdowns, além de 16 recepções para 89 jardas.

### Aposentadoria
Em 2 de junho de 2022, Gore anunciou sua aposentadoria da NFL após assinar um contrato de um dia com os 49ers.

## Prêmios e destaques na carreira
- 5× Pro Bowl (2006, 2009, 2011, 2012, 2013)
- Segunda equipe All-Pro (2006)
- Campeão da NFC (2012)
- Prêmio Art Rooney de 2016 por "excelente espírito esportivo no campo de jogo, incluindo fair play, respeito pelos adversários e integridade".[156]
- Mais temporadas consecutivas com pelo menos cinco touchdowns: 11 - empatado com Terrell Owens, Marvin Harrison, Tim Brown, Cris Carter, Jerry Rice e Don Hutson
- Primeiro jogador na história da NFL com 1.200 jardas consecutivas das temporadas.[157]
- Um dos cinco RBs da história da NFL com pelo menos nove temporadas de 1.000 jardas, juntando-se a Emmitt Smith, Walter Payton, Barry Sanders e Curtis Martin .[158]
- Um dos quatro RBs na história da NFL com 15.000 jardas, juntando-se a Emmitt Smith, Walter Payton e Barry Sanders.[159]

### Recordes da NFL
- Mais temporadas com 1.200 jardas de scrimmage (12) [160]
- Mais temporadas consecutivas com pelo menos 500 jardas terrestres: 15[161]
- Mais temporadas consecutivas com pelo menos 600 jardas terrestres: 14[162]
- Mais temporadas consecutivas com pelo menos 700 jardas terrestres: 13, empatado com Emmitt Smith[163]

#### Recordes dos 49ers
- Mais jardas terrestres (11.073) [164]
- Mais touchdowns terrestres (65)
- Mais jardas terrestres em um jogo (212) [165]
- Mais jogos de 100 jardas em uma temporada (9) [166]
- Mais jardas terrestres em um período de 3 jogos (505) [167]
- Mais jogos consecutivos com 100 jardas (5) [168]
- Mais jardas terrestres em uma temporada (1.695) [169]
- Mais jardas terrestres de scrimmage em uma temporada (2.180) [170]

## Estatísticas

### Temporada regular
| Ano      | Time     | Jogos | Jogos | Correndo | Correndo | Correndo | Correndo | Correndo | Recebendo | Recebendo | Recebendo | Recebendo | Recebendo | Fumbles | Fumbles  |
| Ano      | Time     | JD    | JT    | Ten      | Jardas   | Média    | Lng      | TD       | Rec       | Jardas    | Média     | Lng       | TD        | Fum     | Perdidos |
| -------- | -------- | ----- | ----- | -------- | -------- | -------- | -------- | -------- | --------- | --------- | --------- | --------- | --------- | ------- | -------- |
| 2005     | SF       | 14    | 1     | 127      | 608      | 4,8      | 72E      | 3        | 15        | 131       | 8,7       | 47        | 0         | 2       | 2        |
| 2006     | SF       | 16    | 16    | 312      | 1 695    | 5,4      | 72       | 8        | 61        | 485       | 8,0       | 39        | 1         | 6       | 5        |
| 2007     | SF       | 15    | 15    | 260      | 1 102    | 4,2      | 43E      | 5        | 53        | 436       | 8,2       | 23E       | 1         | 4       | 3        |
| 2008     | SF       | 14    | 14    | 240      | 1 036    | 4,3      | 41E      | 6        | 43        | 373       | 8,7       | 26        | 2         | 6       | 3        |
| 2009     | SF       | 14    | 14    | 229      | 1 120    | 4,9      | 80E      | 10       | 52        | 406       | 7,8       | 48        | 3         | 4       | 2        |
| 2010     | SF       | 11    | 11    | 203      | 853      | 4,2      | 64       | 3        | 46        | 452       | 9,8       | 41        | 2         | 4       | 2        |
| 2011     | SF       | 16    | 15    | 282      | 1 211    | 4,3      | 55       | 8        | 17        | 114       | 6,7       | 13        | 0         | 2       | 2        |
| 2012     | SF       | 16    | 16    | 258      | 1 214    | 4,7      | 37       | 8        | 28        | 234       | 8,4       | 26        | 1         | 2       | 1        |
| 2013     | SF       | 16    | 16    | 276      | 1 128    | 4,1      | 51       | 9        | 16        | 141       | 8,8       | 29        | 0         | 3       | 3        |
| 2014     | SF       | 16    | 16    | 255      | 1 106    | 4,3      | 52E      | 4        | 11        | 111       | 10,1      | 55E       | 1         | 2       | 2        |
| 2015     | IND      | 16    | 16    | 260      | 967      | 3,7      | 37E      | 6        | 34        | 267       | 7,9       | 34        | 1         | 4       | 3        |
| 2016     | IND      | 16    | 16    | 263      | 1 025    | 3,9      | 22       | 4        | 38        | 277       | 7,3       | 49        | 4         | 2       | 1        |
| 2017     | IND      | 16    | 16    | 261      | 961      | 3,7      | 21       | 3        | 29        | 245       | 8,4       | 26        | 1         | 3       | 0        |
| 2018     | MIA      | 14    | 14    | 156      | 722      | 4,6      | 39       | 0        | 12        | 124       | 10,3      | 24        | 1         | 1       | 0        |
| 2019     | BUF      | 16    | 8     | 166      | 599      | 3,6      | 41       | 2        | 13        | 100       | 7,7       | 18        | 0         | 0       | 0        |
| 2020     | NYJ      | 15    | 14    | 187      | 653      | 3,5      | 17       | 2        | 16        | 89        | 5,6       | 9         | 0         | 1       | 1        |
| Carreira | Carreira | 241   | 218   | 3 735    | 16 000   | 4,3      | 80E      | 81       | 484       | 3 985     | 8,2       | 55        | 18        | 47      | 31       |

### Pós-temporada
| Ano      | Time     | Jogos | Jogos | Correndo | Correndo | Correndo | Correndo | Correndo | Recebendo | Recebendo | Recebendo | Recebendo | Recebendo | Fumbles | Fumbles  |
| Ano      | Time     | JD    | JT    | Ten      | Jardas   | Média    | Lng      | TD       | Rec       | Jardas    | Média     | Lng       | TD        | Fum     | Perdidos |
| -------- | -------- | ----- | ----- | -------- | -------- | -------- | -------- | -------- | --------- | --------- | --------- | --------- | --------- | ------- | -------- |
| 2011     | SF       | 2     | 2     | 29       | 163      | 5,6      | 42       | 0        | 13        | 83        | 6,4       | 24        | 0         | 1       | 0        |
| 2012     | SF       | 3     | 3     | 63       | 319      | 5,1      | 33       | 4        | 2         | 48        | 24,0      | 45        | 0         | 0       | 0        |
| 2013     | SF       | 3     | 3     | 48       | 164      | 3,4      | 39       | 3        | 3         | 36        | 12,0      | 17        | 0         | 0       | 0        |
| 2019     | BUF      | 1     | 1     | 8        | 22       | 2,8      | 14       | 0        | 0         | 0         | 0,0       | 0         | 0         | 0       | 0        |
| Carreira | Carreira | 9     | 9     | 148      | 668      | 4,5      | 42       | 7        | 18        | 167       | 9,3       | 45        | 0         | 1       | 0        |

## Fora do campo

### Vida pessoal
O filho mais velho de Frank Gore, Frank Gore Jr., nasceu em 2002, enquanto Gore estava estudando na Universidade de Miami. Gore Jr. seguiu os passos de seu pai e joga como running back.
Devido à sua carreira na NFL, Frank Gore Sr. foi incapaz de ver seu filho jogar em jogos locais após os 5 anos de idade até seu retorno a Miami 13 anos depois, quando assinou com o Miami Dolphins. Citando o desejo de não ter um caminho fácil para o seu filho, Gore tirou o filho da escola particular em 2017 e o matriculou na Coral Gables Senior High School.
Durante o tempo que Gore Sr. jogava no Miami Dolphins, todos os sábados pela manhã, pai e filho acordavam antes do amanhecer e viajavam para o Bommarito Performance Center, onde os dois corriam, puxavam trenós, praticavam exercícios laterais e de agilidade; depois de um período de descanso, os dois repetiam o treino novamente à noite.
Em 6 de junho de 2019, Gore Jr., uma perspectiva de três estrelas, se comprometeu com a Universidade Atlântica da Flórida depois de receber da Universidade do Tennessee em Chattanooga e Universidade do Sul de Mississippi.

### Trabalho de caridade
Em 12 de abril de 2018, Gore foi homenageado pelo prefeito de Miami, Francis Suarez, e recebeu as 'Chaves da Cidade'. De acordo com o prefeito Suarez, Gore "simboliza a alma de Miami, é um produto de nossa cidade, um produto de West Grove, onde tantas famílias por tantas gerações cresceram juntas". Ao receber aplausos, Gore pediu que sua família e amigos presentes no evento também fossem homenageados. Na visão de Gore, era igualmente importante agradecer e honrar aqueles que estiveram com ele durante todas as dificuldades que ele enfrentara em sua vida, incluindo: "crescer em um apartamento de um quarto com doze pessoas quando criança".
O prefeito Suarez proclamou o dia 12 de abril como "Dia de Frank Gore".